# Trim (Irlanda)
Trim (em irlandês:  Baile Átha Troim) é uma localidade do Condado de Meath (Leinster). Foi a capital histórica do Condado de Meath, papel que na atualidade ocupa a cidade de Navan. Está situada no centro do Condado e em 2006 contava com uma população de 6.870 habitantes e a partir do 2007 foi-se estendendo até o Oeste.